# Sundae

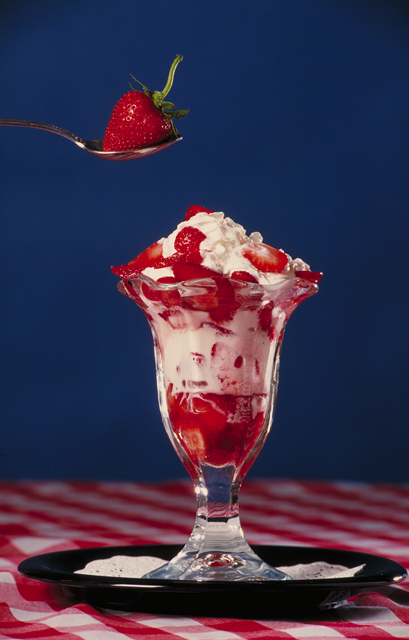
Sundae de fresa

El sundae es un postre de origen estadounidense que consiste en helado cubierto con una salsa dulce a base de almíbar o jarabe, decorado con nata montada y, generalmente, con frutos secos picados y cerezas.
La presentación más tradicional es en una copa de helado en la que se coloca en la base la salsa dulce, dos bolas de helado, se recubre con más salsa y se adorna con frutos secos picados, nata montada y una cereza.
En algunos casos se suele agregar a la salsa trozos de frutas, chocolate o galletas dulces.
Las cadenas de comida rápida (por ejemplo McDonald's) suelen sustituir las bolas de helado por helado suave, aun cuando la técnica de preparación es la tradicional.
En algunos restaurantes de Estados Unidos suelen servirse sobre un brownie, una dona o una base de frituras conocidas como zeppoli, las cuales se distinguen de las zeppole al no ser rellenas de otro ingrediente.

## Historia
Según el Diccionario Inglés de Oxford, el origen del término sundae es incierto. Diversas localidades de Estados Unidos como Evanston, Illinois, estado de Nueva York, Nueva Orleans, Luisiana, Cleveland, Ohio o Búfalo indican su autoría. En los últimos años, funcionarios de Two Rivers e Ithaca se han servido de la polémica para hacer publicidad de sus ciudades.